# Love Runs Out
Love Runs Out – piosenka amerykańskiego pop-rockowego zespołu OneRepublic stworzona na ich trzeci album studyjny Native. Utwór został wydany 14 kwietnia 2014 roku jako piąty singiel z płyty. Piosenka została napisana przez członków zespołu Ryana Teddera, Brenta Kutzle, Drew Browna, Zacha Filkinsa i Eddie Fishera, a wyprodukowana przez Ryana Teddera.

## Wydanie singla i promocja
Utwór „Love Runs Out” miał być pierwszym singlem z płyty Native, jednak piosenka nie została skończona na czas. Ostatecznie została wydana 14 kwietnia 2014 roku jako 5. singiel na digital download i została zamieszczona na reedycji albumu Native.
Telewizyjna premiera singla odbyła się 20 maja 2014 roku podczas finału 6. edycji programu The Voice. Zespół wystąpił także 28 maja 2014 roku w The Ellen DeGeneres Show oraz 5 czerwca 2014 w programie Jimmy Kimmel Live!. 25 lipca 2014 roku grupa wystąpiła podczas TODAY Toyota Series Concert emitowanego przez stację NBC oraz 11 sierpnia w programie The Tonight Show Starinng Jimmy Fallon. Ponadto „Love Runs Out” znalazło się na setliście trasy koncertowej zespołu, Native Summer Tour.
W Niemczech piosenka „Love Runs Out” została wybrana na oficjalną piosenką promocyjną Mistrzostw Świata w Piłce Nożnej 2014 w Brazylii.

## Lista utworów
- Digital download[8].

1. „Love Runs Out” – 3:44

- CD Singel

1. „Love Runs Out” – 3:44
2. „Counting Stars” (Mico C remix edit) – 3:18

- CD Singel (Remiksy)[9].

1. Love Runs Out (Passion Pit Remix) – 5:00
2. Love Runs Out (Grabbitz Remix) – 3:19
3. Love Runs Out (Disciples Remix) – 4:59

## Teledysk
Oficjalny teledysk do „Love Runs Out” miał swoją premierę 4 czerwca 2014 roku na kanale Vevo i został wyreżyserowany przez Sophie Muller. Klip nakręcono w Malibu. W teledysku widać wiele efektów specjalnych: poruszające się chmury na pustyni oraz morze z tworzywa sztucznego. Wokalista zespołu, Ryan Tedder gra na tamburynie oraz na pianinie wraz ze starszą panią, Brent Kutzle na gitarze, a pozostali członkowie zespołu grają na bębnach. W teledysku widać także grupę plemiennych tancerek.

## Pozycje na listach i certyfikaty
| Kraj/Region       | Notowanie (2014)                  | Najwyższa pozycja |
| ----------------- | --------------------------------- | ----------------- |
| Afryka Południowa | Airplay Chart                     | 8                 |
| Australia         | Top 50 Singles                    | 22                |
| Austria           | Singles Top 50                    | 3                 |
| Belgia            | 50 Singles Flanders               | 33                |
| Belgia            | 50 Singles Wallonia               | 26                |
| Belgia            | 100 Ultratip Flanders             | 1                 |
| Belgia            | 50 Ultratip Walonia               | 4                 |
| Bułgaria          | Top 40 Singles                    | 25                |
| Czechy            | Radio Top 100                     | 5                 |
| Czechy            | Singles Digital Top 100           | 18                |
| Dania             | Tracklisten Top 40                | 13                |
| Francja           | Top 200 Singles                   | 76                |
| Grecja            | Top 20 Singles                    | 19                |
| Hiszpania         | Single Top 50                     | 10                |
| Holandia          | Dutch Top 40                      | 29                |
| Holandia          | Single Top 100                    | 56                |
| Irlandia          | Single Top 100                    | 14                |
| Izrael            | Media Forest                      | 4                 |
| Kanada            | Canadian Hot 100                  | 4                 |
| Luksemburg        | Digital Songs                     | 2                 |
| Niemcy            | Single Charts                     | 3                 |
| Nowa Zelandia     | Top 40 Singles                    | 20                |
| Polska            | Polish Airplay Top 20             | 5                 |
| Portugalia        | Singles Top 50                    | 44                |
| Słowacja          | Radio Top 100                     | 14                |
| Słowacja          | Single Digital Top 100            | 19                |
| Stany Zjednoczone | Billboard Adult Alternative Songs | 9                 |
| Stany Zjednoczone | Billboard Adult Contemporary      | 16                |
| Stany Zjednoczone | Billboard Adult Pop Songs         | 4                 |
| Stany Zjednoczone | Billboard Digital Songs           | 11                |
| Stany Zjednoczone | Billboard Hot 100                 | 15                |
| Stany Zjednoczone | Billboard Pop Songs               | 9                 |
| Stany Zjednoczone | Billboard Radio Songs             | 10                |
| Szkocja           | Scottish Singles Top 40           | 1                 |
| Szwajcaria        | Singles Top 75                    | 3                 |
| Szwecja           | Singles Top 60                    | 31                |
| Ukraina           | Top 40                            | 26                |
| Tajwan            | Top 10 Singles                    | 5                 |
| Węgry             | Rádiós Top 40                     | 5                 |
| Węgry             | Single Top 20                     | 3                 |
| Wielka Brytania   | Official Singles Chart UK         | 3                 |
| Włochy            | Single Top 20                     | 17                |
| Świat             | Singles Top 40                    | 9                 |

| Notowanie (2014)                          | Pozycja |
| ----------------------------------------- | ------- |
| Kanada (Canadian Hot 100)                 | 28      |
| Szwajcaria (Schweizer Hitparade)          | 29      |
| USA (Billboard Hot 100)                   | 67      |
| Wielka Brytania (Official Charts Company) | 77      |

| Kraj/region     | Wydawca           | Certyfikat | Źródło |
| --------------- | ----------------- | ---------- | ------ |
| Australia       | ARIA              | Złoto      | [ 54 ] |
| Brazylia        | Pro-Música Brasil | Złoto      | [ 55 ] |
| Dania           | IFPI              | Złoto      | [ 56 ] |
| Kanada          | Music Canada      | Platyna    | [ 57 ] |
| Niemcy          | BVMI              | Złoto      | [ 58 ] |
| Nowa Zelandia   | RMNZ              | Złoto      | [ 59 ] |
| Szwajcaria      | IFPI              | Złoto      | [ 60 ] |
| Szwecja         | GLF               | Platyna    | [ 61 ] |
| Wielka Brytania | BPI               | Srebro     | [ 62 ] |
| Włochy          | FIMI              | Platyna    | [ 63 ] |

| Kraj/region     | Wydawca           | Certyfikat | Źródło |
| --------------- | ----------------- | ---------- | ------ |
| Australia       | ARIA              | Złoto      | [ 54 ] |
| Brazylia        | Pro-Música Brasil | Złoto      | [ 55 ] |
| Dania           | IFPI              | Złoto      | [ 56 ] |
| Kanada          | Music Canada      | Platyna    | [ 57 ] |
| Niemcy          | BVMI              | Złoto      | [ 58 ] |
| Nowa Zelandia   | RMNZ              | Złoto      | [ 59 ] |
| Szwajcaria      | IFPI              | Złoto      | [ 60 ] |
| Szwecja         | GLF               | Platyna    | [ 61 ] |
| Wielka Brytania | BPI               | Srebro     | [ 62 ] |
| Włochy          | FIMI              | Platyna    | [ 63 ] |

## Nagrywanie i twórcy
Nagrywanie
- Utwór był nagrywany w Studio Faust Records w Pradze (Czechy); Studio Le Roy Amsterdam (Holandia); Motorbass Studio w Paryżu (Francja); Metropolis Studio w Londynie (Wielka Brytania) i Tritonus Studio w Berlinie (Niemcy)
- Miksowanie: MixStar Studios w Virginia Beach

Twórcy
- Wokal – Ryan Tedder
- Tekst – Ryan Tedder, Brent Kutzle, Drew Brown, Zach Filkins, Eddie Fisher
- Produkcja – Ryan Tedder
- Autoharp – Zach Filkins
- Chórki – Bobbie Gordon, Brent Kutzle, Zach Filkins
- Bas – Brent Kutzle
- Perkusja – Eddie Fisher
- Inżynieria – Gerd Krueger, Luke Oldham, Mikel Le Roy, Ryan Tedder
- Asystent inżyniera – Aaron Ahmad, Sam Harper
- Gitara – Drew Brown, Ryan Tedder
- Mixing – Serban Ghenea
- Fortepian – Ryan Tedder
- Dodatkowe programowanie – Ryan Tedder